# Loeun Chab
Loeun Chab (ur. 1 stycznia 1981) – kambodżański zapaśnik walczący w stylu wolnym i klasycznym.
Brązowy medalista igrzysk Azji Południowo-Wschodniej w 2007 i 2011 roku. Zajął 34. miejsce w mistrzostwach świata w 2006. Trzynasty na igrzyskach azjatyckich w 2006 roku.